# Gaya macrantha
Gaya macrantha là một loài thực vật có hoa trong họ Cẩm quỳ. Loài này được Barb.Rodr. mô tả khoa học đầu tiên năm 1907.